# Maratona di Roma

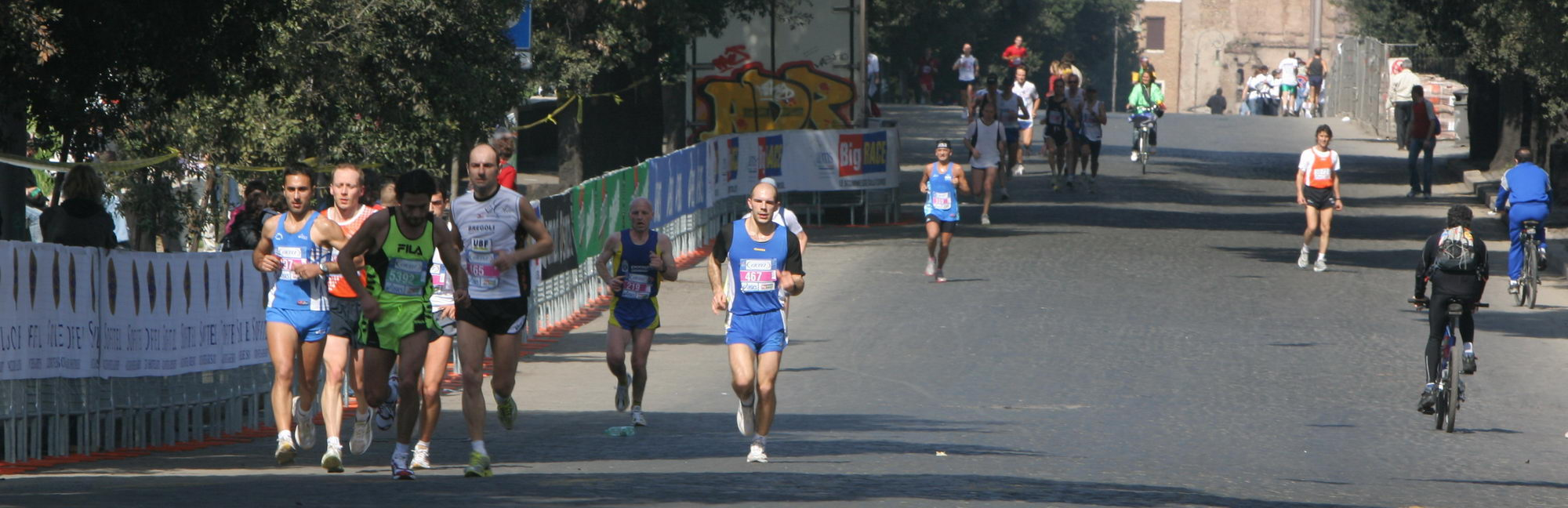
Il N.25 al Circo Massimo

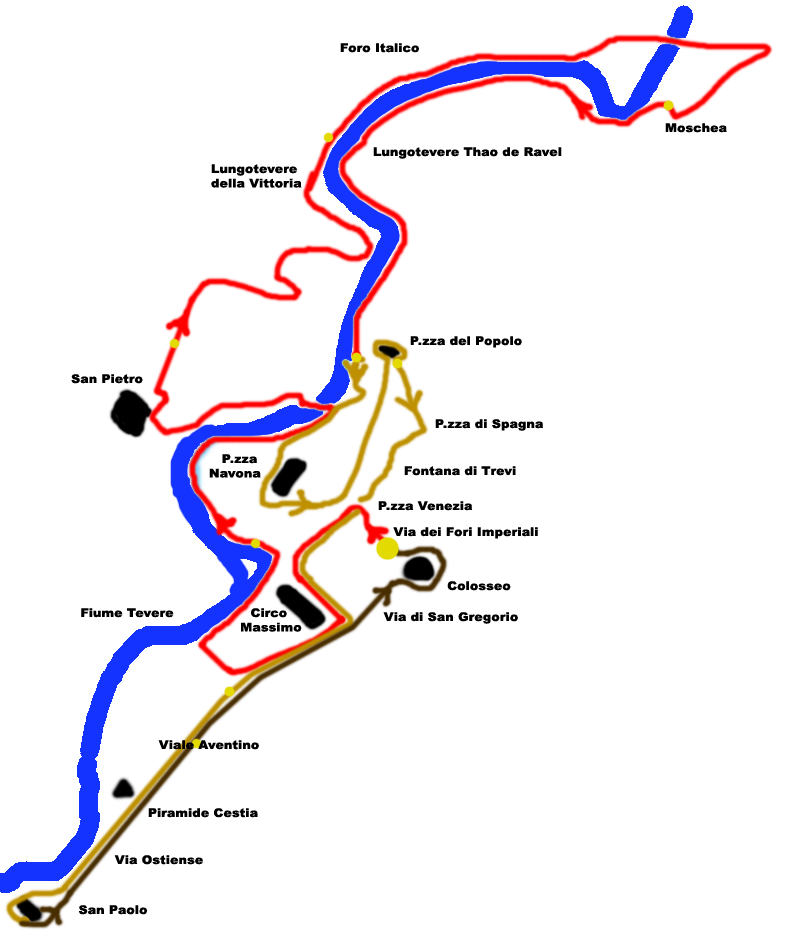
Percorso della Maratona di Roma

La Maratona di Roma è una gara podistica di lunghezza standard con partenza ed arrivo in via dei Fori Imperiali.

## Storia

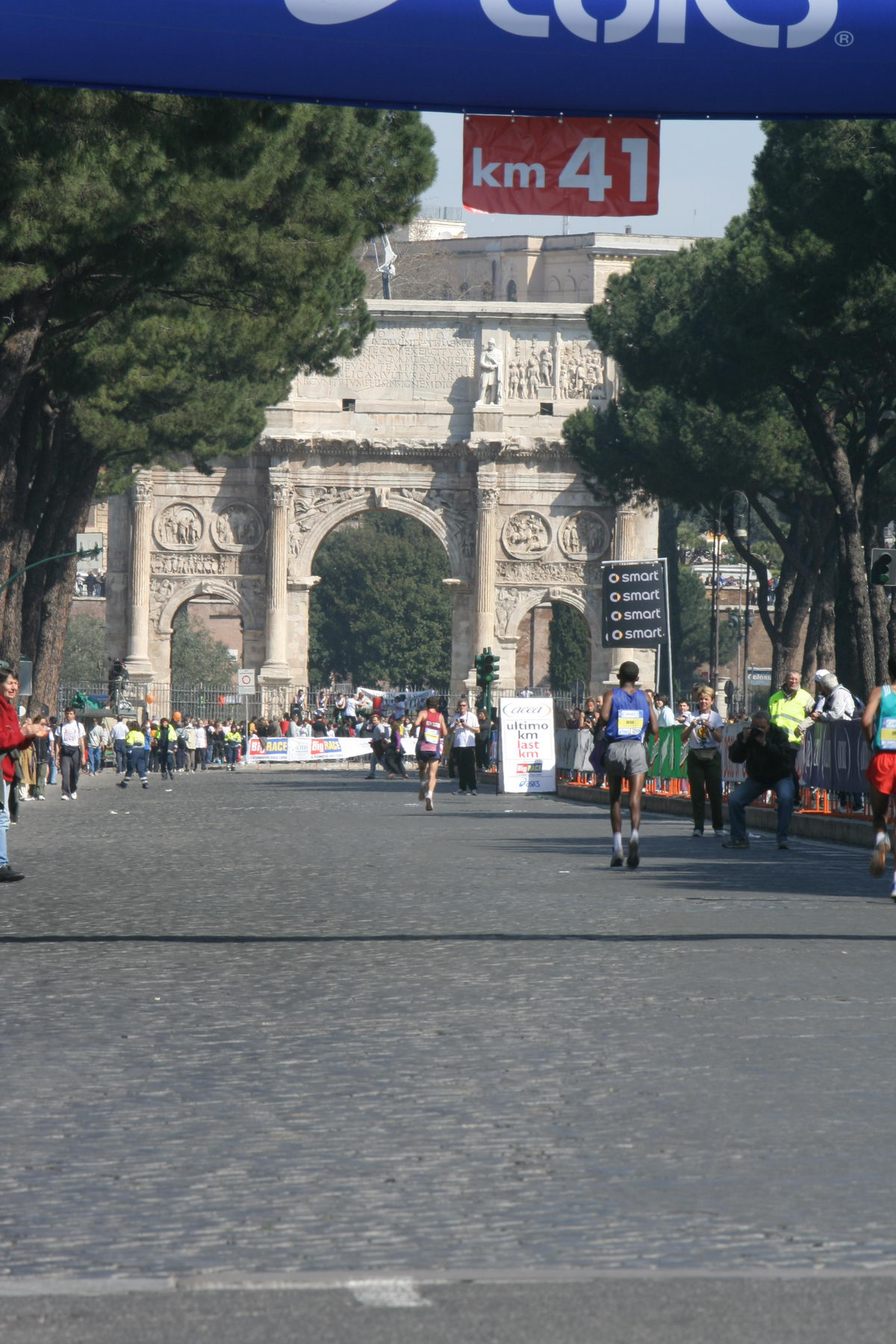
L'Arco di Costantino

Fin dall'inizio del XX secolo si corre una maratona a Roma.
Il 2 aprile 1906 l'emiliano Dorando Pietri vinse tagliando il traguardo a piazza di Siena.
Durante le Olimpiadi di Roma del 1960 la maratona venne vinta da Abebe Bikila ( Etiopia) che aprì la stagione dei maratoneti africani, correndo a piedi nudi. Il percorso comprendeva l'Appia Antica e l'arrivo era posto all'Arco di Costantino.
Il 6 settembre 1987 vinse il keniota-giapponese Douglas Wakiihuri ( Kenya), grande icona del podismo mondiale.
Nel 1995 si ebbe una profonda riorganizzazione e la maratona prese il nome di Roma City Marathon e  assunse l'aspetto attuale (fino al 2018) con l'organizzazione a cura di Italia Marathon Club, il club podistico organizzativo guidato da Umberto Fausto Silvestri che ne diventa prima Direttore Generale e poi Presidente che nel giro di pochissimi anni la fece diventare la prima maratona italiana per collaborazioni (gemellaggio con la New York City Marathon)  e partecipazione (fino a quasi 15000 finishers) e importanza (con la più alta statistica di sempre di best time tra gli elite athlets uomini e donne), con la conquista della IAAF Gold Label per l'edizione 2011. Sempre nello stesso arco di tempo la "Fun Run La Stracittadina", collaterale alla Maratona di Roma, è divenuta la più partecipata non competitiva italiana con punte fino a 80000 presenze. Silvestri inoltre, riesce a coinvolgere la città di Roma fino ad allora refrattaria a ospitare iniziative di tale portata. Si calcola che in quegli anni la partecipazione dei cittadini spettatori lungo il percorso si aggirasse intorno al numero record di 800.000 persone e che che la diretta televisiva (per la prima volta di Fininvest) raggiungesse uno share del 40% e fosse ritrasmessa in tutto il mondo da oltre trenta emittenti televisive estere. Nel 2019 e l’organizzazione affidata alla federazione FIDAL mentre l'edizione del 2020, prevista per il 29 marzo, è rientrata tra gli eventi cancellati a causa del lockdown globale dovuto alla pandemia da Covid19. Il 2021 ha visto uno slittamento della data a domenica 19 settembre, quando è andata in scena la Alba Edition Special Race con partenza all’alba sulle note del Tenore Carlo Assogna. Il ritorno alla normalità si è avuto nel 2022 con il ripristino della data tradizionale e un nuovo primato maschile del percorso, nelle gambe dell’etiope Fikre Bekele Tefera, centrato dai primi tre uomini al traguardo, mentre le prime due donne avevano fatto segnare le prime due migliori prestazioni su suolo italiano del 2023. 
L'edizione del 2023 è partita nuovamente sulle note dell’Inno Nazionale intonato dal vivo dal Tenore Carlo Assogna, sul percorso ben 40 eventi d’intrattenimento e lo spettacolo del sorvolo delle Frecce Tricolore abbinate ai festeggiamenti dei 100 anni dell’Aeronautica Militare. 
Nel 2024, l'evento ha segnato un triplo record, per il numero di partecipanti, per il numero di stranieri e per il nuovo primato maschile del percorso, strappato dal keniano Asbel Rutto con il crono di 2h06’24”. Con la vittoria in 2h24’35”, la keniana Ivyne Lagat ha anche firmato la miglior prestazione femminile stagionale su suolo italiano, primato valido anche al maschile, decretando il percorso della Run Rome The Marathon come il più veloce d'Italia.  
Sulla linea di partenze, ben 115 le nazioni rappresentate. Al maschile, l’albo d’oro conta 15  successi per il Kenya, 10 dell’Etiopia, 3 azzurri grazie a Stefano Baldini, Ruggero Pertile e Alberico Di Cecco e 1 del Marocco. Al femminile l'Etiopia batte tutte con 11 vittorie, seguita da 6 per il Kenya, 3 per la Russia, 1 per Estonia, Ucraina e Algeria. Sono sei i tricolori italiani grazie alle vittorie di Franca Fiacconi, Maura Viceconte, Maria Guida, Maria Cocchetti, Gloria Marconi ed Ornella Ferrara.
Il record della gara appartiene al keniano Asbel Rutto che nel 2024 si è presentato all’arrivo ai Fori Imperiali in 2h06′24″, mentre la più veloce di sempre è stata Kebede Megertu Alemu (Etiopia) che nell’Aprile 2019 ha corso in 2h22′52″.

## Il percorso
Il percorso è pianeggiante per il 70% e attraversa il centro storico di Roma, si snoda sul lungotevere e raggiunge la Moschea di Roma a nord e la basilica di San Paolo fuori le mura a sud. Dato l'elevato numero di sportivi che vi prende parte, è considerato il più partecipato evento sportivo d'Italia. La prima edizione della gara, nella sua veste attuale, si è svolta nel 1995.
La lunghezza di una maratona è stata fissata in 42 km 195 m nel 1921 dalla IAAF: a caratterizzare una gara sono l'altimetria, il fondo, le condizioni atmosferiche, l'ampiezza del tracciato e le curve. Il tracciato di Roma è veloce e piuttosto pianeggiante, in genere con bel tempo. La quota si mantiene tra i 5 e i 12 m s.l.m. (vedi altimetria).
La partenza è in via dei Fori Imperiali, un viale molto spazioso che permette ai numerosi partecipanti di assestarsi senza congestioni. Gli atleti passano per piazza Venezia sotto la mole del Vittoriano, e scendono per via del Teatro di Marcello fino alla Bocca della Verità. Affrontano una leggera salita, costeggiano il maestoso Circo Massimo lungo la via dei Cerchi e salgono lungo viale Aventino fino alla Piramide Cestia. Girano a destra e costeggiando il quartiere del Testaccio lungo via Marmorata.

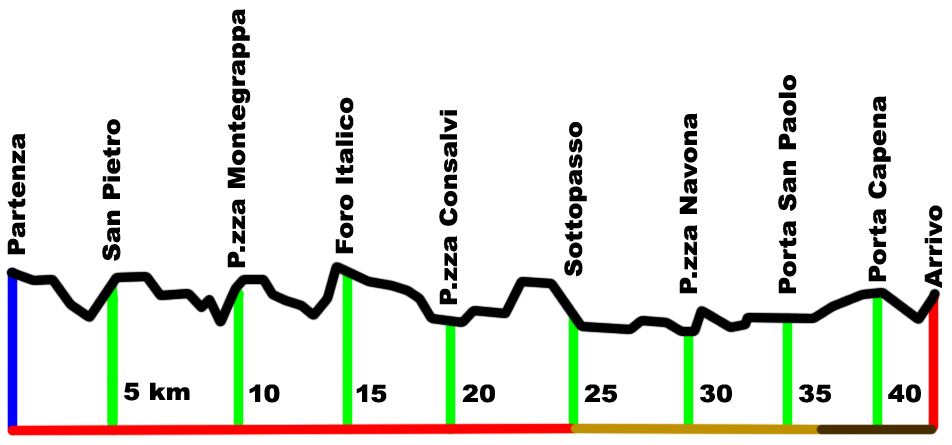
Altimetria del percorso

Il percorso segue il lungotevere verso nord fino al Porto di Ripetta, affrontando la leggera salita necessaria allo scorrere del Tevere. Attraversato il Ponte Cavour si inoltrano per Borgo Mazzini, un quartiere risorgimentale caratterizzato da ampie strade ordinate. Attraversano la spaziosa piazza Cavour e piegano di nuovo a sud per costeggiare le mura di Castel Sant'Angelo ed imboccare via della Conciliazione, che sbocca su davanti alla Basilica di San Pietro.

Di qui comincia un tratto meno ricco di storia. Il percorso torna a dirigersi a nord lungo via Bastioni di Michelangelo, via della Giuliana fino a piazza Mazzini e raggiunge nuovamente il Tevere all'altezza del lungotevere Oberdan. Si scende dai bastioni piemontesi fino alla pista ciclabile sulle rive del Tevere, per poi 

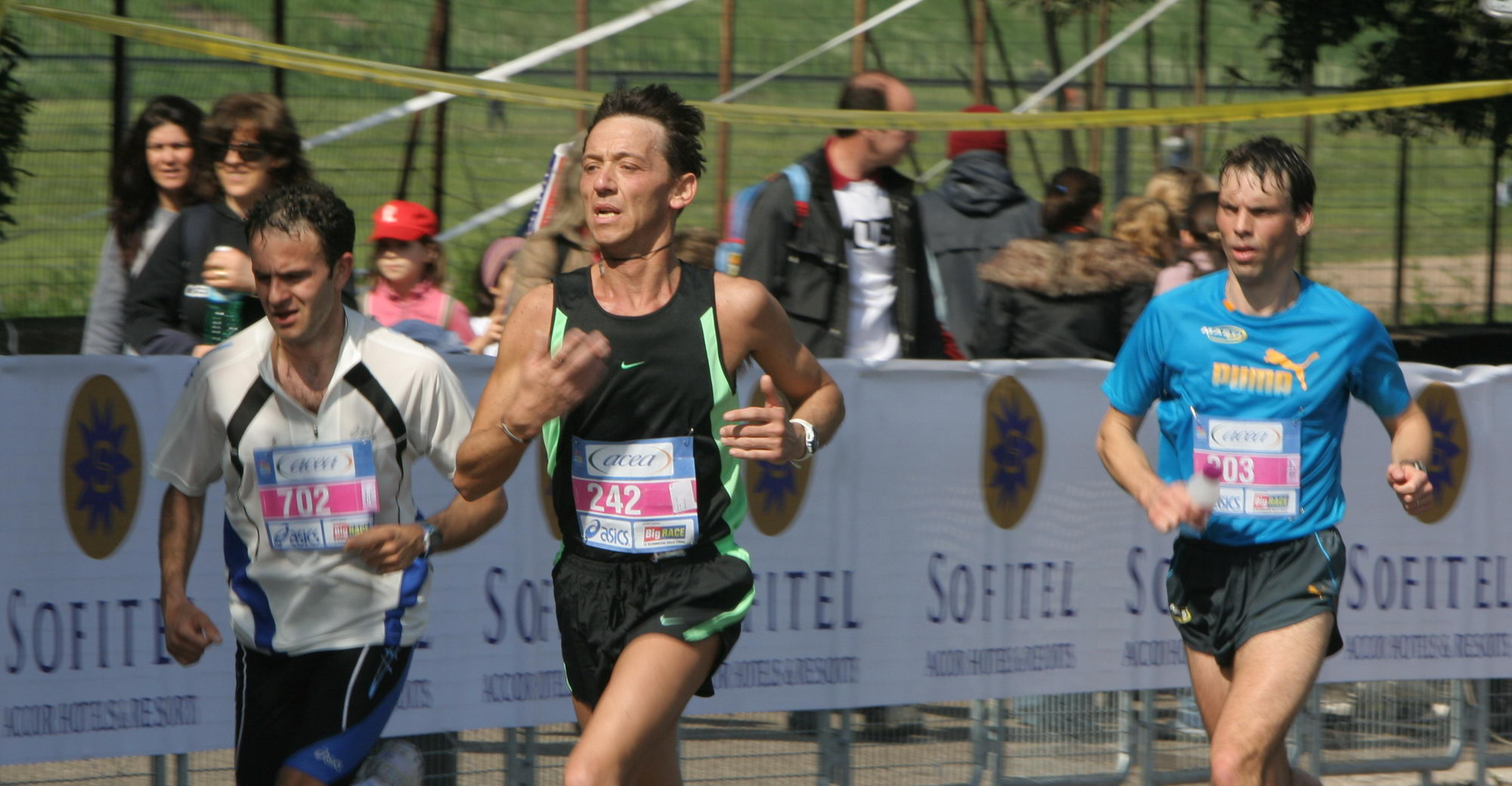
Il gruppo al passaggio del Circo Massimo

 affrontare la dura risalita al 13º km e continuare sul lungotevere.
Al 15º km si incontra il ristoro del Foro Italico. I maratoneti risalgono a nord e piegano a est, abbandonano il Tevere, affrontano la piccola salita di uno svincolo e percorrono un tratto della tangenziale est di Roma, viale Tor di Quinto e viale del Foro Italico. Al 18º km si imbocca il viale della Moschea, una discesa di 450 m che costeggia la storica Moschea di Roma e porta al punto di ristoro del 20º km, lungo via dei Campi Sportivi.

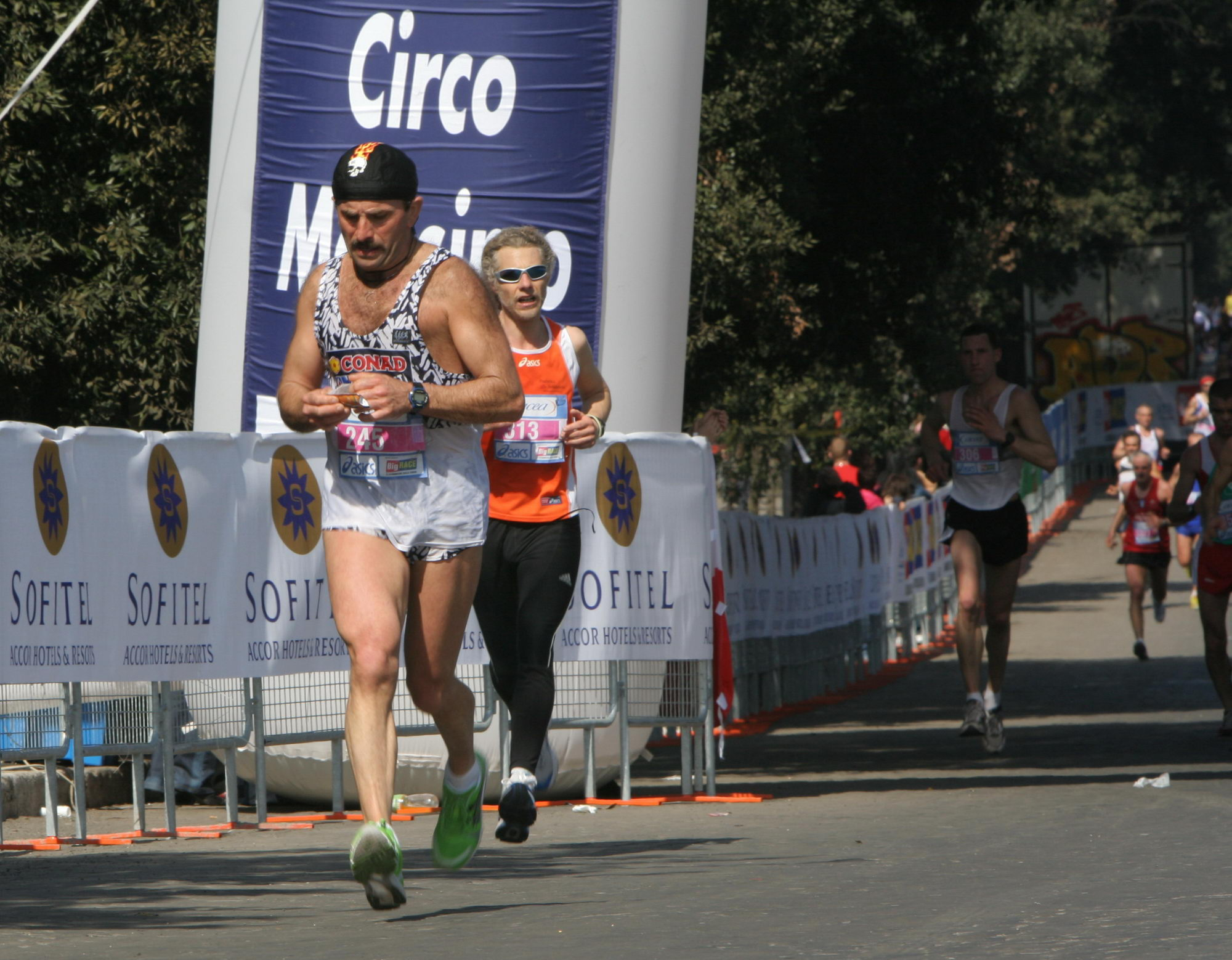
Un partecipante amatoriale che corre la 42 km

Al km 21,097 gli atleti attraversano il punto di metà gara, attraversano piazzale Acqua Acetosa e ritornano sul lungotevere, per seguire il fiume verso valle per un lungo tratto. Al km 25 affrontano il sottopasso di Ripetta e imboccano la Passeggiata di Ripetta. Al km 27 il percorso si inoltra nel Centro Storico e diventa più sconnesso e angustio. Del resto si attraversano i punti più suggestivi della capitale. Si percorre piazza Navona verso sud, si piega a destra e si oltrepassa il Pantheon, si torna su piazza Venezia e si imbocca via del Corso, che procede rettilinea verso nord fino a piazza del Popolo e il punto di ristoro del km 30. Subito dopo si torna a sud lungo via del Babuino, che porta a piazza di Spagna, dominata dalla celebre scalinata di Trinità dei Monti.
Vie minori portano a costeggiare la Fontana di Trevi, in una isola pedonale lastricata con sanpietrini che costituisce il tratto più accidentato della maratona. Si torna nuovamente su piazza Venezia e si ripercorre per 3 km il percorso iniziale, costeggiano il Teatro di Marcello e il Circo Massimo e raggiungendo la Piramide Cestia.
Dopo il ristoro del 35º km si prosegue in linea retta verso sud lungo la leggera discesa di viale Ostiense, si gira intorno alla Basilica di San Paolo fuori le mura (km 37) e si ripercorre via Ostiense verso nord. Quella che segue è la parte più tecnica: gli atleti devono affrontare una salita che li porta sull'Aventino, al ristoro del 40º km, quindi una dolce discesa di 360 m lungo viale Aventino. Dopo il viale di San Gregorio, dominato dal Colle Palatino e dall'Arco di Costantino, si incontra la salita più dura del tracciato lungo l'ampia curva che abbraccia il Colosseo, che porta nuovamente su viale dei Fori Imperiali e al traguardo.
Ogni 5 km sono presenti dei punti di ristoro con dei giudici di gara. I tempi sono cronometrati grazie a dei chip posti dietro i pettorali.

## Albo d'oro
I vincitori di tutte le edizioni a partire dalla riorganizzazione del 1995, che ha dato l'assetto attuale alla Maratona di Roma. In grassetto sono riportate le migliori prestazioni ottenute nella maratona.
| Ed. | Anno | Gara maschile                                    | Tempo                                            | Gara femminile                                   | Tempo                                            |
| --- | ---- | ------------------------------------------------ | ------------------------------------------------ | ------------------------------------------------ | ------------------------------------------------ |
| 1   | 1995 | Belayneh Tadesse Etiopia                         | 2h 10' 13"                                       | Elena Sipatova Russia                            | 2h 37' 46"                                       |
| 2   | 1996 | Moges Taye Etiopia                               | 2h 12' 03"                                       | Fatuma Roba Etiopia                              | 2h 29' 05"                                       |
| 3   | 1997 | Dube Jillo Etiopia                               | 2h 13' 08"                                       | Jane Salumae Estonia                             | 2h 31' 41"                                       |
| 4   | 1998 | Stefano Baldini Italia                           | 2h 09' 33"                                       | Franca Fiacconi Italia                           | 2h 28' 12"                                       |
| 5   | 1999 | Philip Tanui Kenya                               | 2h 09' 56"                                       | Maura Viceconte Italia                           | 2h 29' 36"                                       |
| 6   | 2000 | Josephat Kiprono Kenya                           | 2h 08' 27"                                       | Tegla Loroupe Kenya                              | 2h 32' 03"                                       |
| 7   | 2001 | Henry Cherono Kenya                              | 2h 11' 27"                                       | Maria Guida Italia                               | 2h 30' 42"                                       |
| 8   | 2002 | Vincent Kipsos Kenya                             | 2h 09' 30"                                       | Maria Cocchetti Italia                           | 2h 33' 06"                                       |
| 9   | 2003 | Frederick Cherono Kenya                          | 2h 08' 47"                                       | Gloria Marconi Italia                            | 2h 29' 35"                                       |
| 10  | 2004 | Ruggero Pertile Italia                           | 2h 10' 12"                                       | Ornella Ferrara Italia                           | 2h 27' 49"                                       |
| 11  | 2005 | Alberico Di Cecco Italia                         | 2h 08' 02"                                       | Silviya Skvortosova Russia                       | 2h 28' 01"                                       |
| 12  | 2006 | David Kipkorir Kenya                             | 2h 08' 38"                                       | Tetyana Hladyr Ucraina                           | 2h 25' 44"                                       |
| 13  | 2007 | Elias Chelimo Kemboi Kenya                       | 2h 09' 36"                                       | Souad Ait Salem Algeria                          | 2h 25' 08"                                       |
| 14  | 2008 | Yego Jonathan Kiptoo Kenya                       | 2h 09' 57"                                       | Galina Bogomolova Russia                         | 2h 22' 53"                                       |
| 15  | 2009 | Benjamin Kiptoo Kolum Kenya                      | 2h 07' 18"                                       | Firehiwot Dado Etiopia                           | 2h 27' 09"                                       |
| 16  | 2010 | Siraj Gena Etiopia                               | 2h 08' 39"                                       | Firehiwot Dado Etiopia                           | 2h 25' 28"                                       |
| 17  | 2011 | Chumba Dixon Kiptolo Kenya                       | 2h 08' 45"                                       | Firehiwot Dado Etiopia                           | 2h 24' 13"                                       |
| 18  | 2012 | Luka Kanda Kenya                                 | 2h 08' 04"                                       | Hellen Kimutai Kenya                             | 2h 31' 11"                                       |
| 19  | 2013 | Getachew Terfa Negari Etiopia                    | 2h 07' 56"                                       | Helena Kirop Kenya                               | 2h 24' 40"                                       |
| 20  | 2014 | Legese Shume Hailu Etiopia                       | 2h 09' 47"                                       | Geda Ayelu Lemma Etiopia                         | 2h 34' 49"                                       |
| 21  | 2015 | Abebe Negewo Degefa Etiopia                      | 2h 12' 23"                                       | Meseret Kitata Towalk Etiopia                    | 2h 30' 25"                                       |
| 22  | 2016 | Amos Kipruto Kenya                               | 2h 08' 12"                                       | Tusa Rahma Etiopia                               | 2h 28' 49"                                       |
| 23  | 2017 | Shura Kitata Etiopia                             | 2h 07' 30"                                       | Tusa Rahma Etiopia                               | 2h 27' 23"                                       |
| 24  | 2018 | Cosmas Jairus Kipchoge Birech Kenya              | 2h 08' 05"                                       | Tusa Rahma Etiopia                               | 2h 23' 46"                                       |
| 25  | 2019 | Tebalu Zawude Etiopia                            | 2h 08' 37"                                       | Kebede Megertu Alemu Etiopia                     | 2h 22' 52"                                       |
|     | 2020 | Non disputata a causa della Pandemia di Covid-19 | Non disputata a causa della Pandemia di Covid-19 | Non disputata a causa della Pandemia di Covid-19 | Non disputata a causa della Pandemia di Covid-19 |
| 26  | 2021 | Clement Kiprono Langat Kenya                     | 2h 08' 23"                                       | Peris Jerono Kenya                               | 2h 29' 29"                                       |
| 27  | 2022 | Fikre Bekele Etiopia                             | 2h 06' 48"                                       | Sechale Dalasa Etiopia                           | 2h 26' 09"                                       |
| 28  | 2023 | Taoufik Allam Marocco                            | 2h 07' 43"                                       | Betty Chepkwony Kenya                            | 2h 23' 00"                                       |
| 29  | 2024 | Asbel Rutto Kenya                                | 2h 06' 24"                                       | Ivyne Lagat Kenya                                | 2h 24' 36"                                       |

## Edizioni

### 2005: XI edizione
L’XI edizione della Maratona di Roma si è svolta il 13 marzo 2005, con partenza alle ore 9:00.
Alberico Di Cecco ( Italia CS Carabinieri) ha vinto con un tempo di 2h 08'02" rompendo il record di 2h 08' 27" stabilito nel 2000 da Josephat Kiprono ( Kenya).
La partecipazione è stata di 10.000 atleti per la gara agonistica e 26.000 per la stracittadina di 5 km.
Tra le donne si è imposta Silviya Skvortosova ( Russia) con un tempo di 2h 28' 01", solo 12" sopra il record stabilito nel 2004 dall'italiana Ornella Ferrara.

### 2006: XII edizione

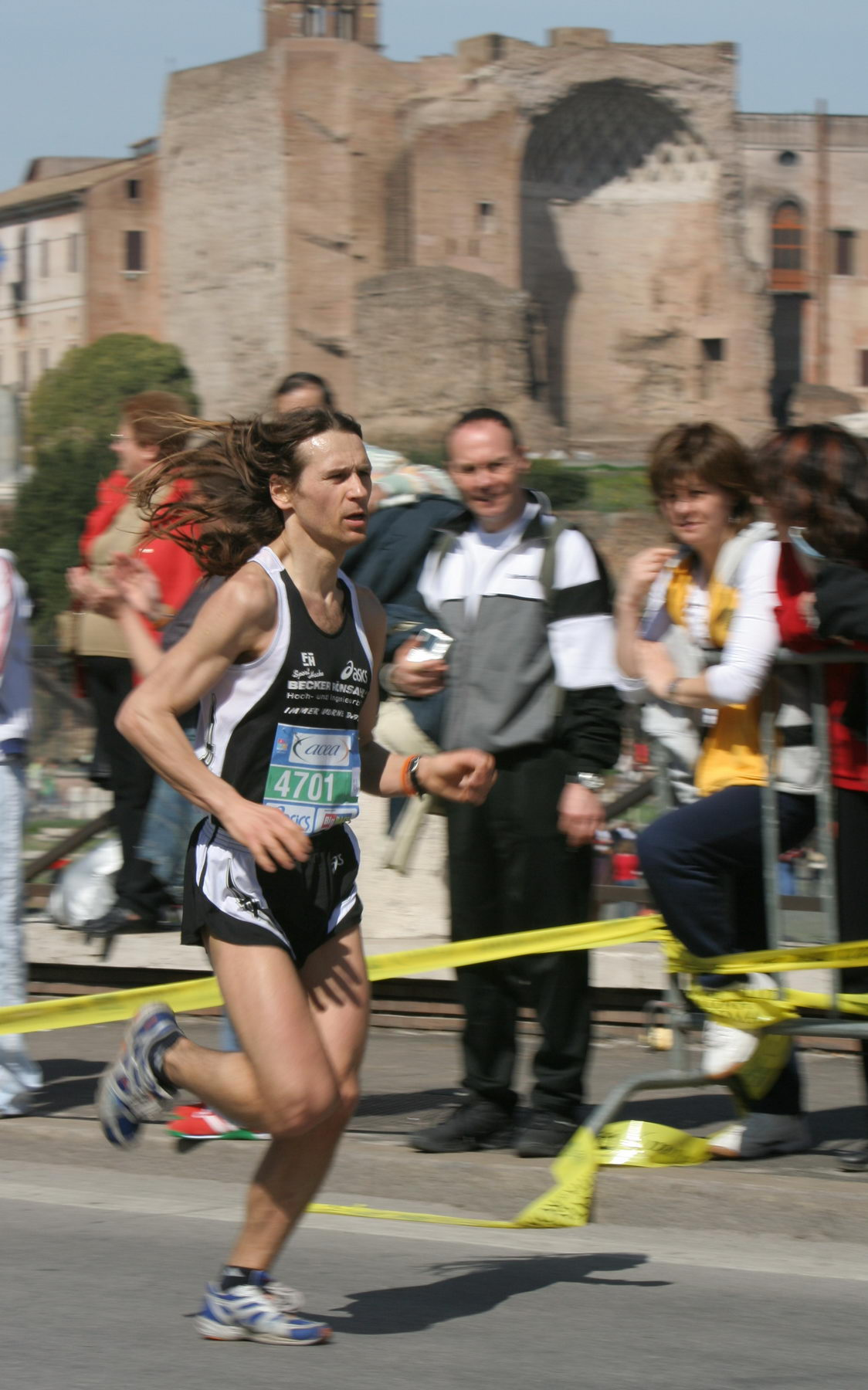
Un atleta e alle sue spalle la Basilica di Massenzio

La XII edizione della maratona della città di Roma è partita alle 9:15 di domenica 26 marzo 2006. Il tempo era soleggiato, la temperatura dell'aria dai 10 ai 20 °C, l'umidità media 35%.
I partecipanti sono stati 12.308, di cui oltre 5000 gli stranieri, provenienti da 70 paesi diversi.
Il tempo limite è stato fissato a 8h in modo che anche gli amatori potessero chiudere la gara.
L'ultimo arrivo registrato è stato quello del canadese John Guthrie alle 16:44 (7h 25' 16").
Nei tre giorni precedenti la gara è stato aperto il Marathon Village, allestito nel Palazzo dei Congressi dell'Eur: una fiera dello sport ad ingresso gratuito (8000 m²).
Alla maratona competitiva ha partecipato anche un gruppo di 10 ragazzi autistici, che percorreranno i 42 km a staffetta, grazie al Progetto Filippide.
Uomini
1. Kenya David Kipkorir 2h 08' 38" (28 anni)
2. Italia Daniele Caimmi 2h 09'30" (33 anni)
3. Kenya Laban Kipngetich 2h 10' 00" (29 anni)
4. Kenya Thomas Chemitei 2h 10' 05"
5. Ucraina Oleksandr Kuzin 2h 10' 09"
6. Kenya Solomon Rotich 2h 11' 42"
7. Kenya Andrew Limo 2h 11' 48"
8. Bahrein Abdelhak El Gorch 2h 11' 49"
9. Etiopia Abebe Hailemariam 2h 14' 28"
10. Kenya Wesley Ngetich 2h 14' 36"
11. Kenya Daniel Yego 2h 15' 49"

Il favorito Daniel Yego (Kenya, 3° nel 2005) è arrivato 11º in 2:15.49.
Il trentatreenne italiano Daniele Camini, atleta delle Fiamme Gialle, ha conquistato un prestigioso secondo posto.

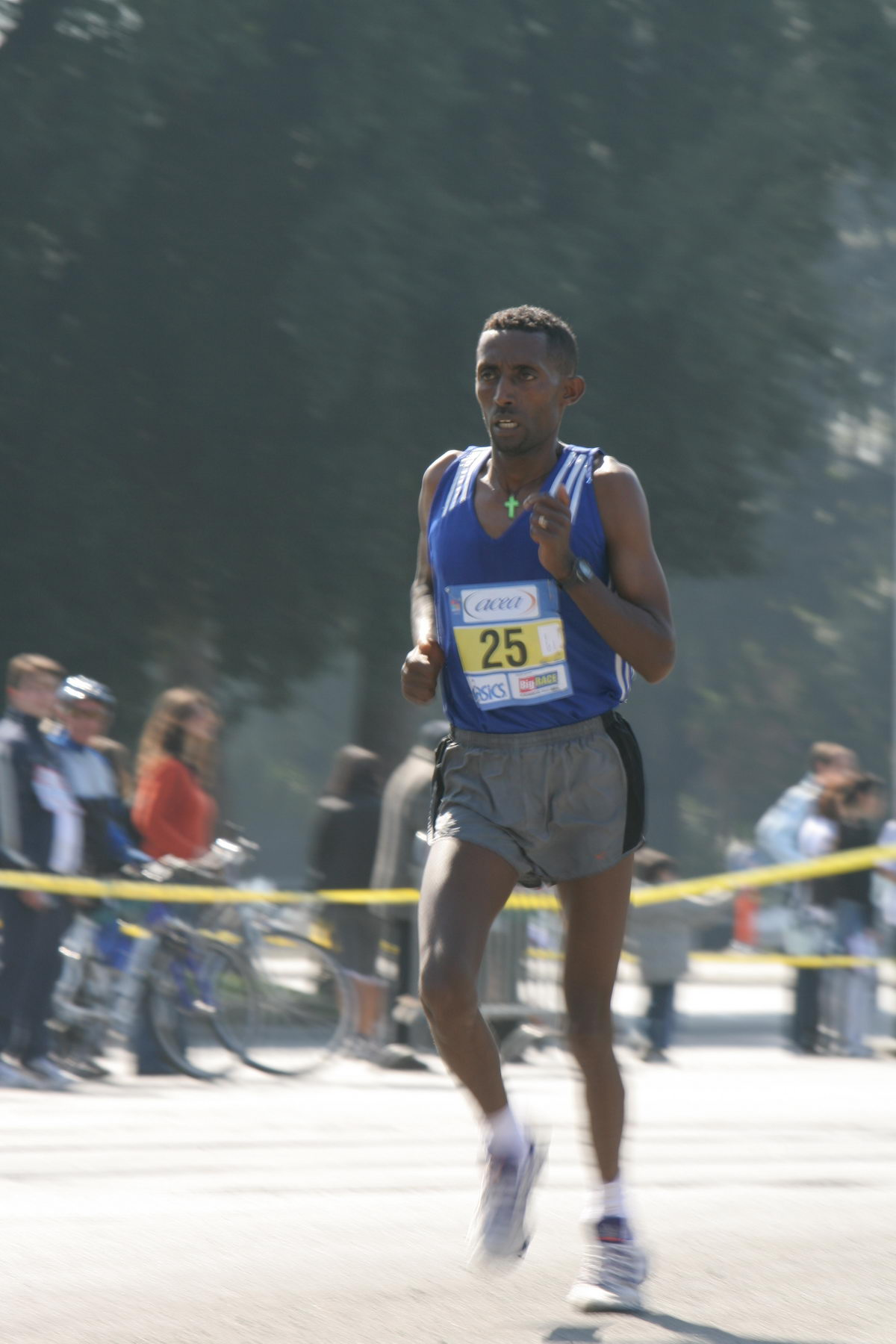
Passaggio al Circo Massimo
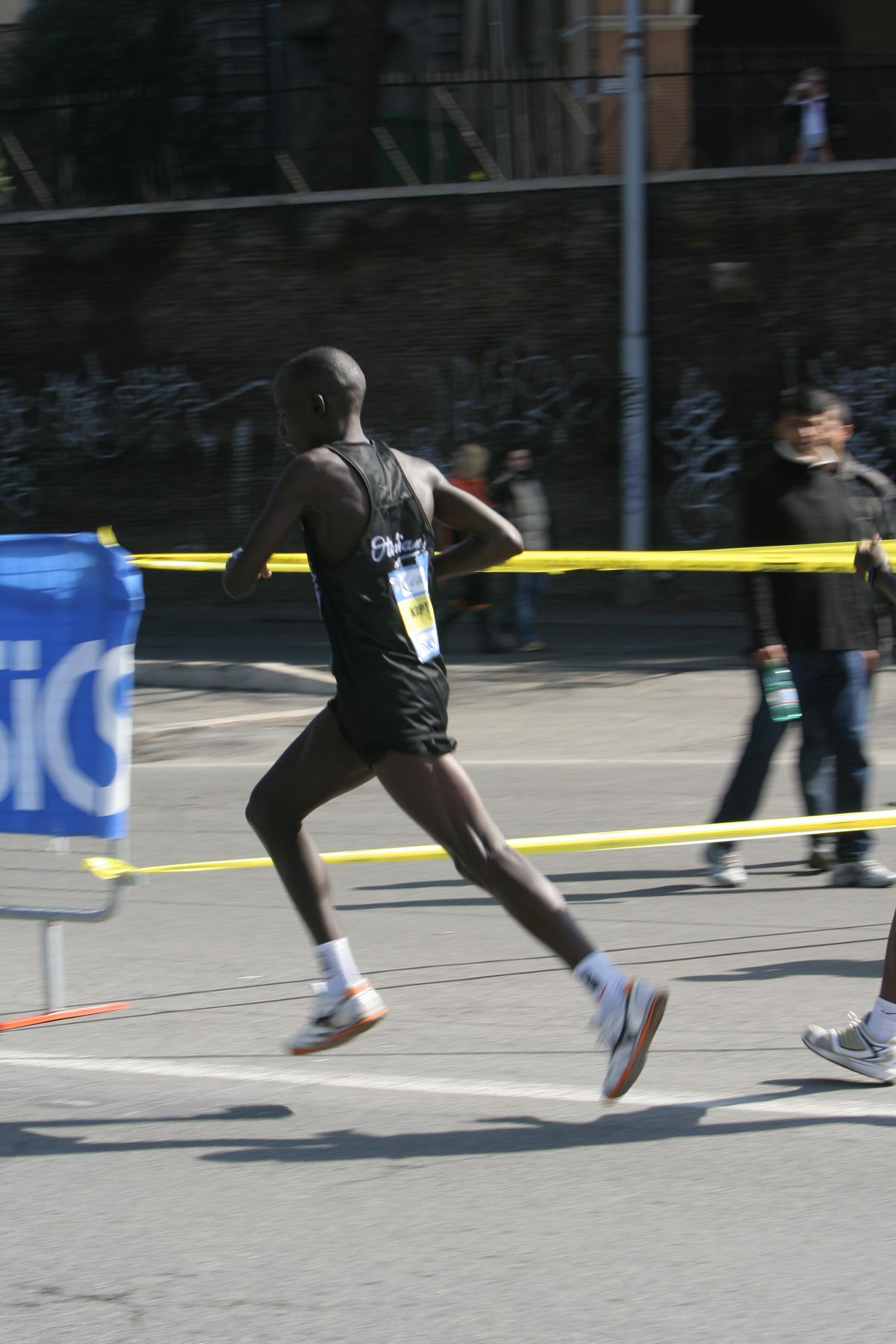
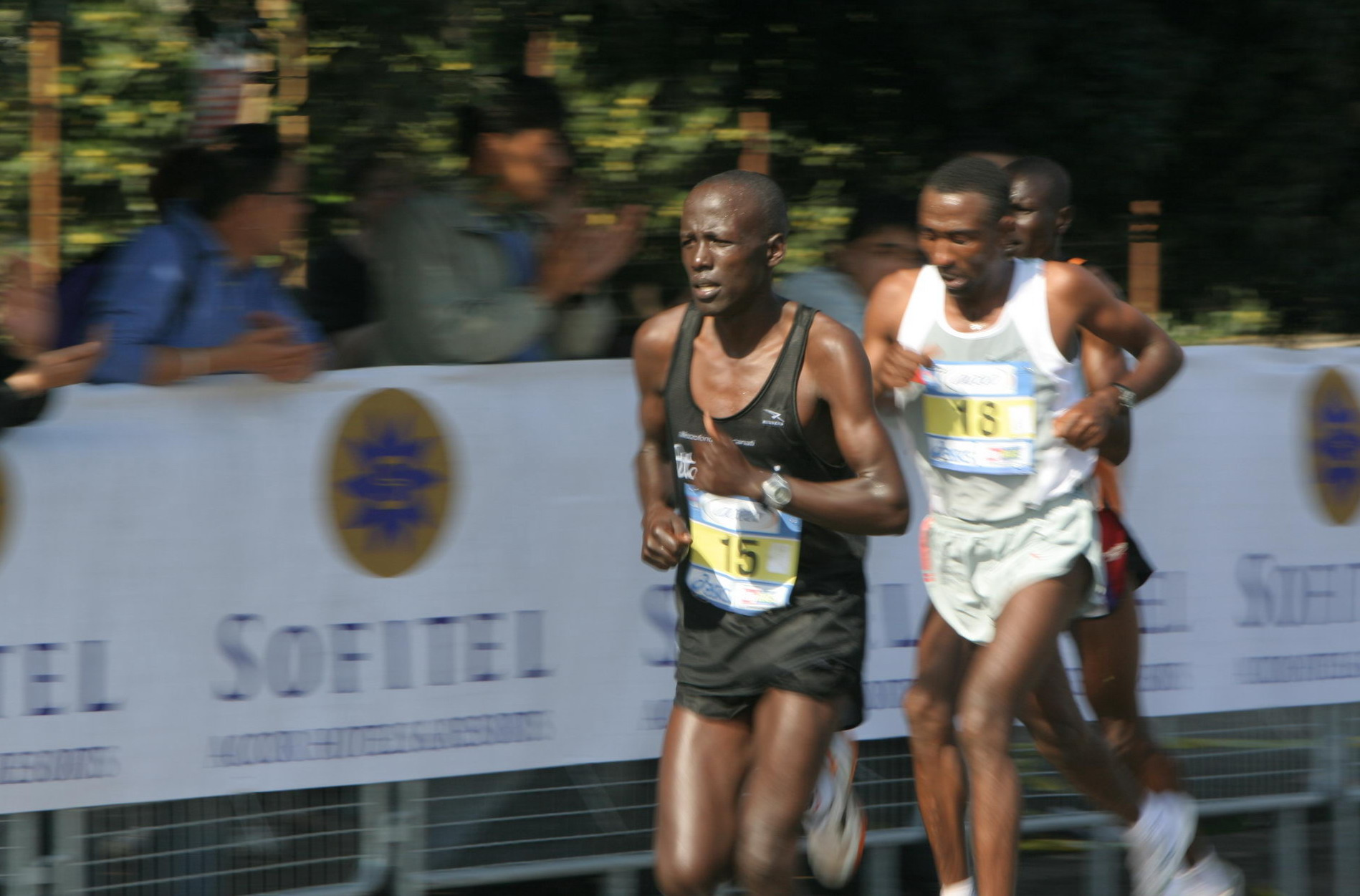
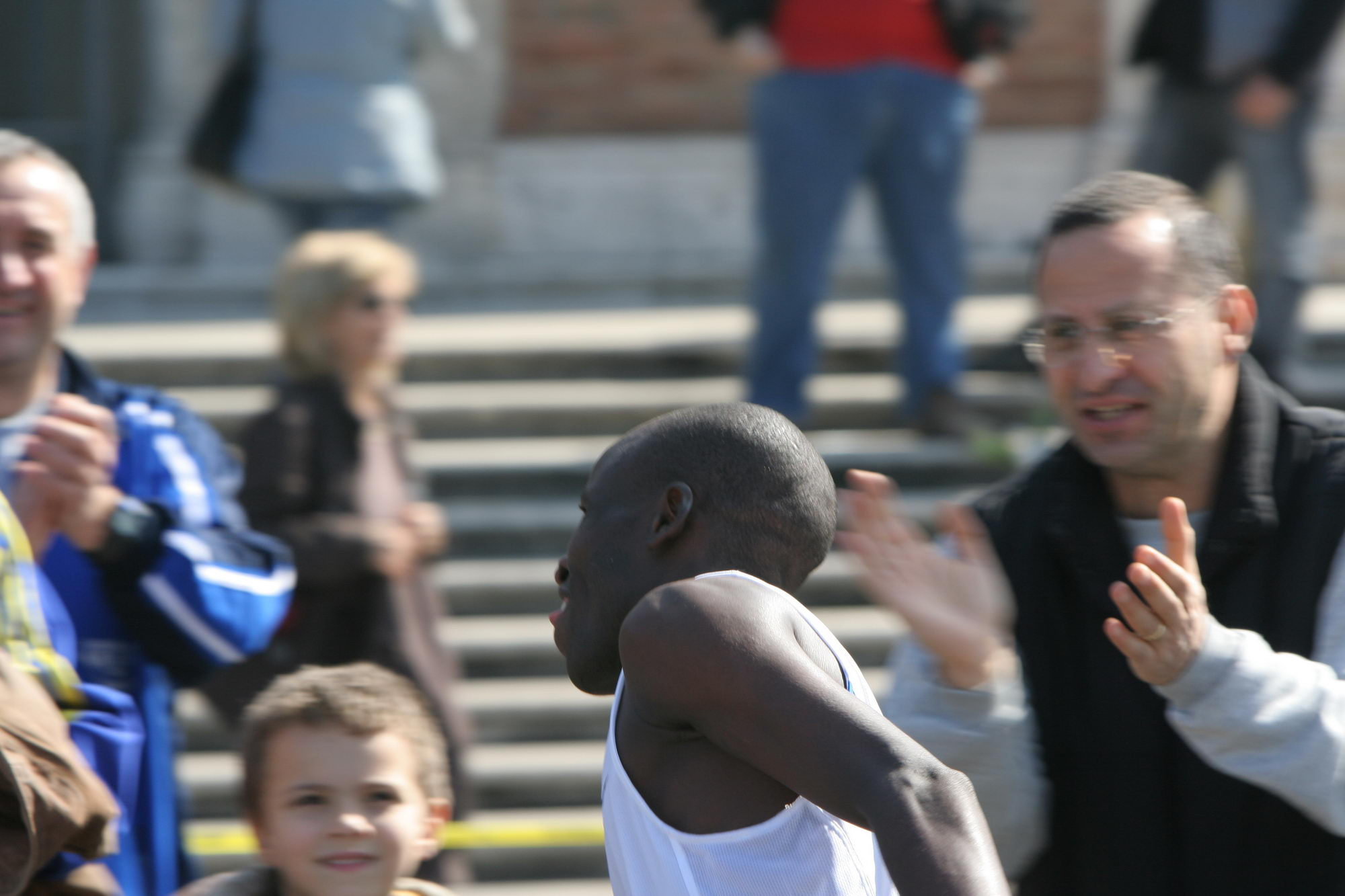
Il ritiro dopo la discesa di 300 m di Viale Aventino
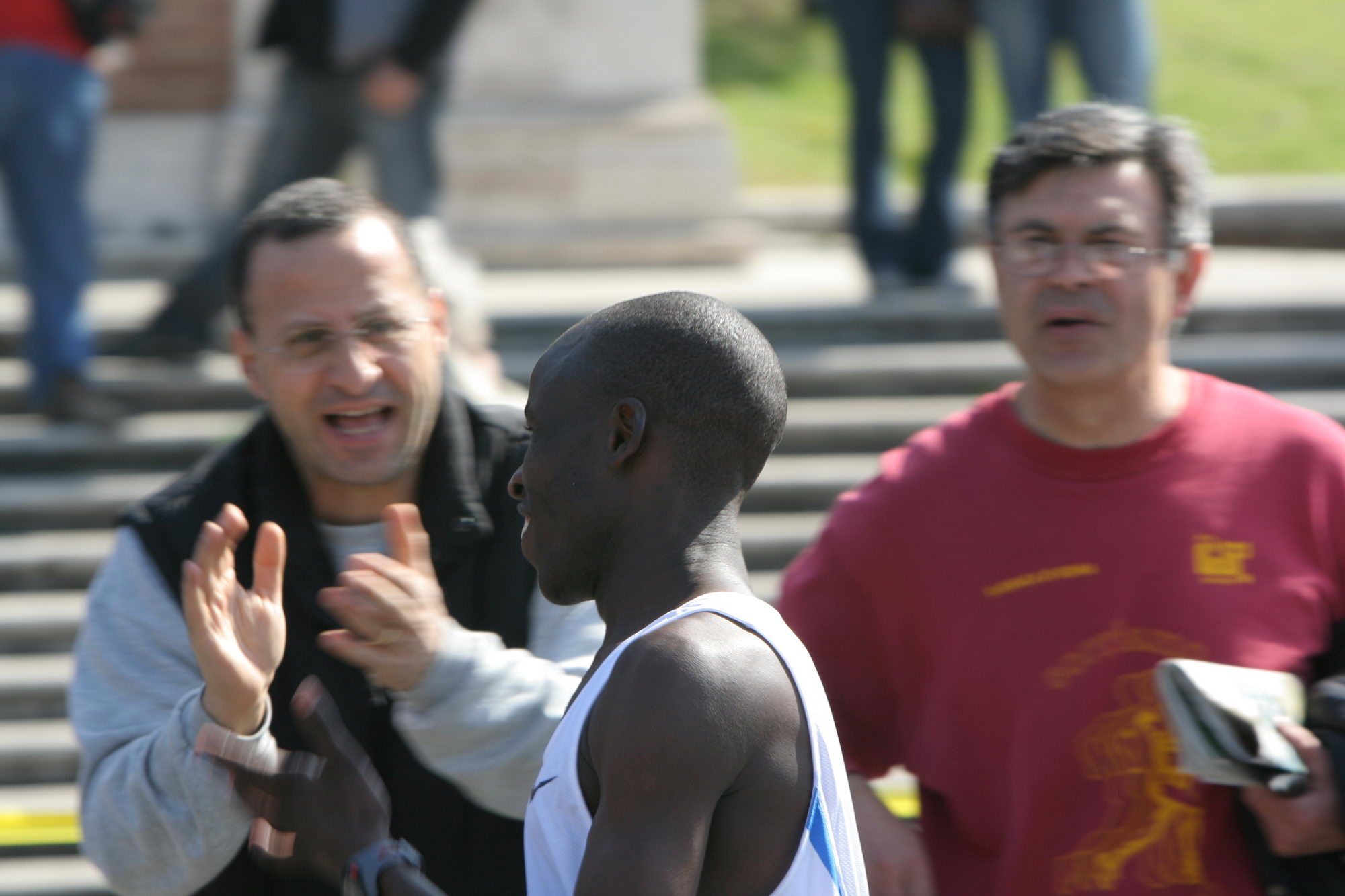
La delusione di uno spettatore
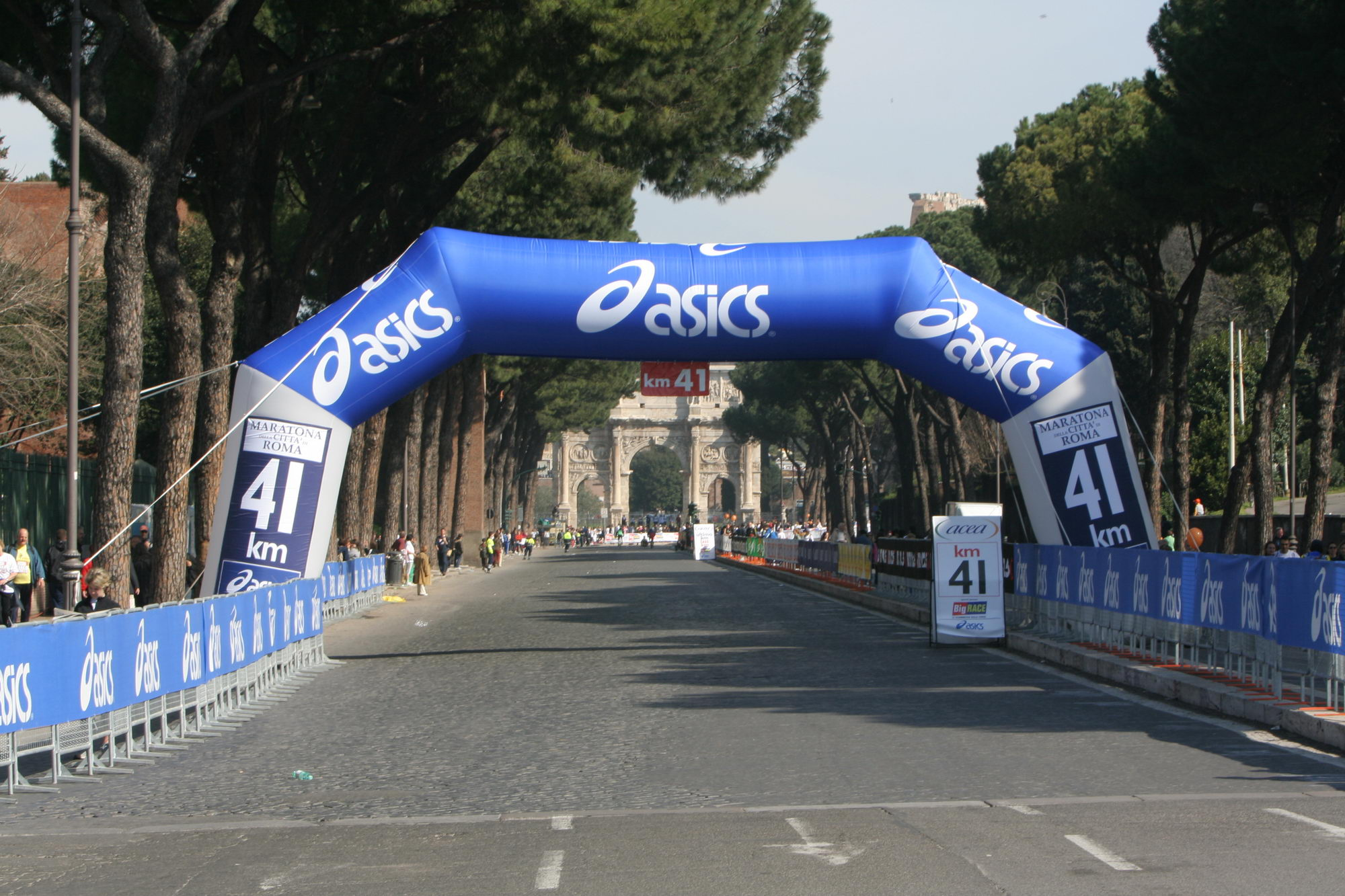
Passaggio su Via di San Gregorio
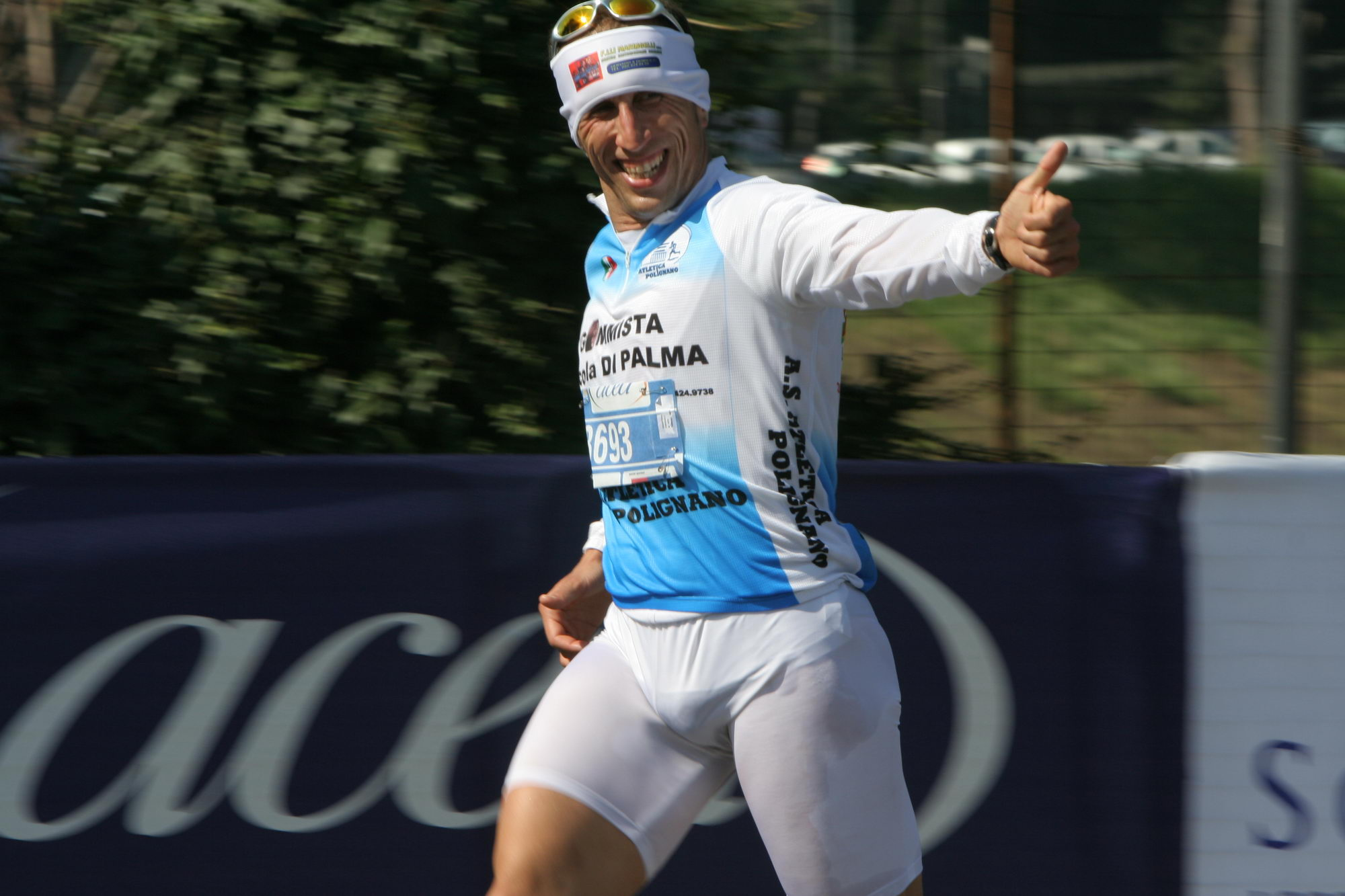

Donne
1. Ucraina Tetyana Hladyr 2h 25' 44" (30 anni)
2. Russia Larissa Zousko 2h 26' 26" (37 anni)
3. Etiopia Zekiros Adanech 2h 27' 38" (24 anni)
4. Stati Uniti Jennifer Rhines 2h 29' 32"

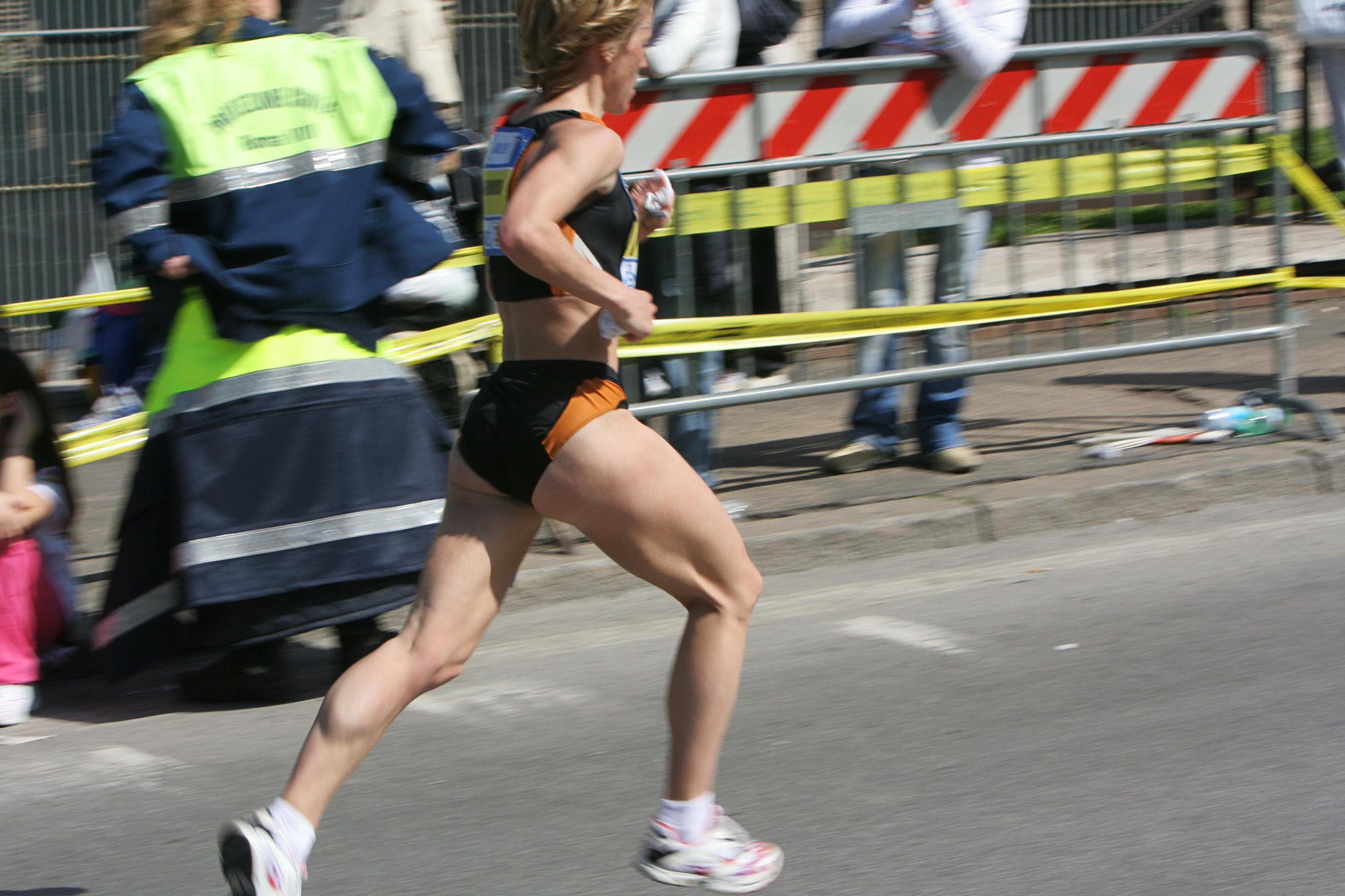
Le ultime falcate sui 500m di salita intorno al Colosseo

5. Ucraina Svetlana Nekhorosh 2h 29' 32"

Tra le donne ha trionfato Tetyana Hladyr ( Ucraina) con 2h 25'44", tempo che infrange il precedente record per la maratona di Roma, fissato da Ornella Ferrara (2h 27' 49" nel 2004). La Hladyr è fidanzata con Oleksandr Kuzin che ha ottenuto il 5º posto tra gli uomini (2h 10' 09").

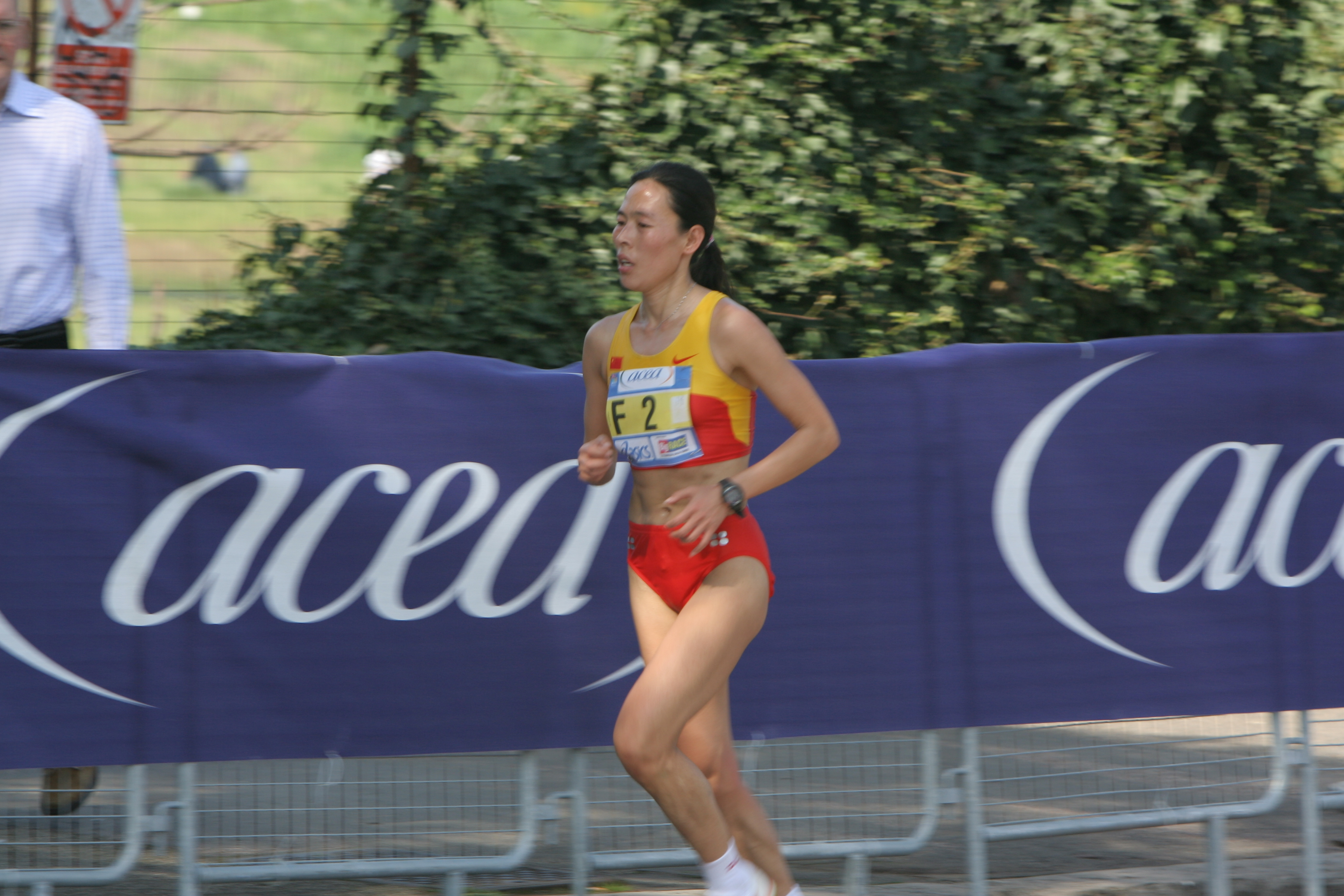
Dan Yanyan

Al secondo posto Larissa Zousko  Russia 2h 26' 26".
Rosalba Console ( Italia), unica italiana tra i favoriti, si è ritirata al 32º km, messa in difficoltà dal ritmo molto sostenuto.
Per la prima volta un atleta cinese ha corso la Maratona di Roma: la maratoneta Dan Yanyan ( Cina) che ha ottenuto un tempo di 2:36.52 (6º posto).
Disabili

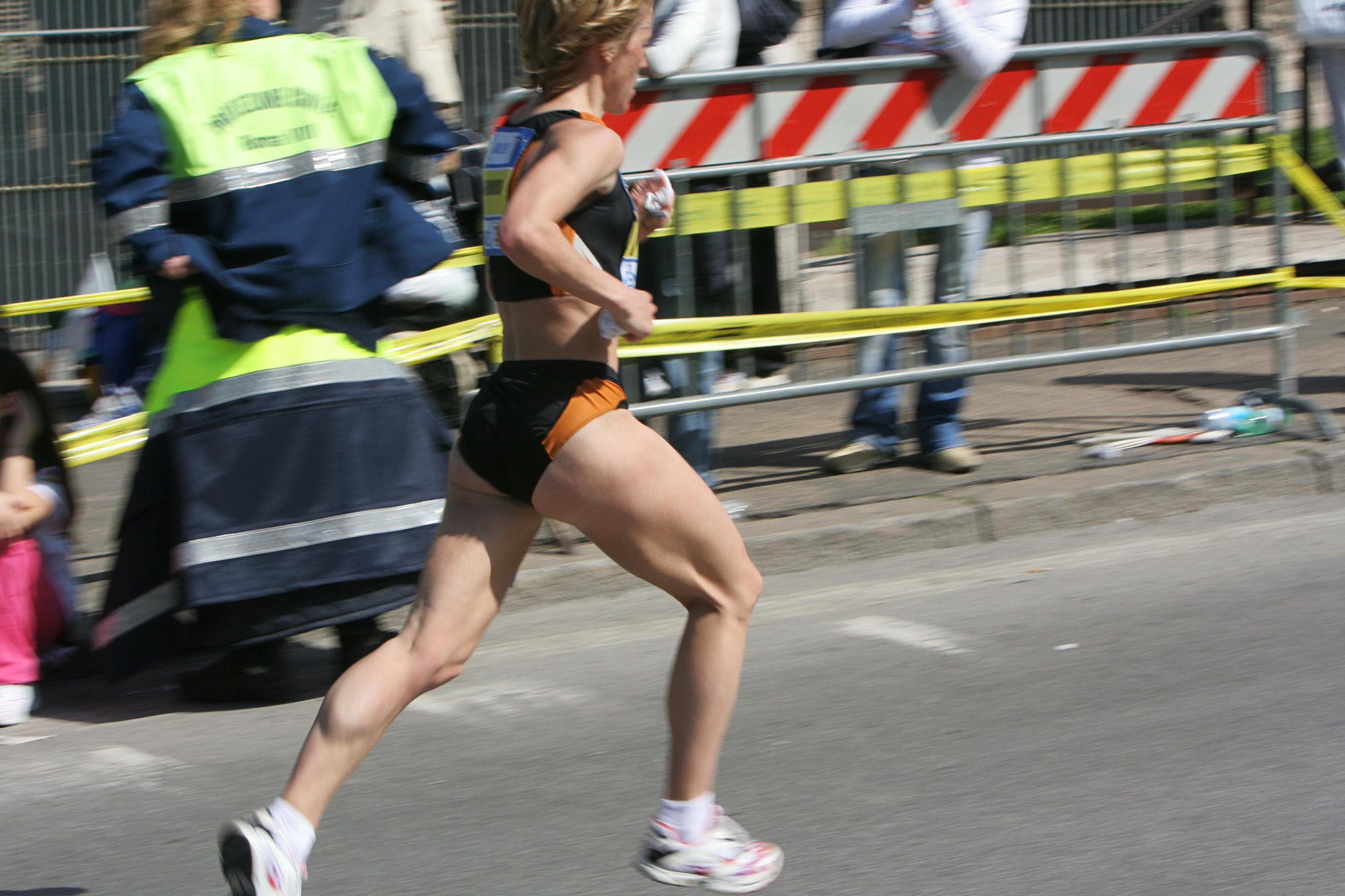
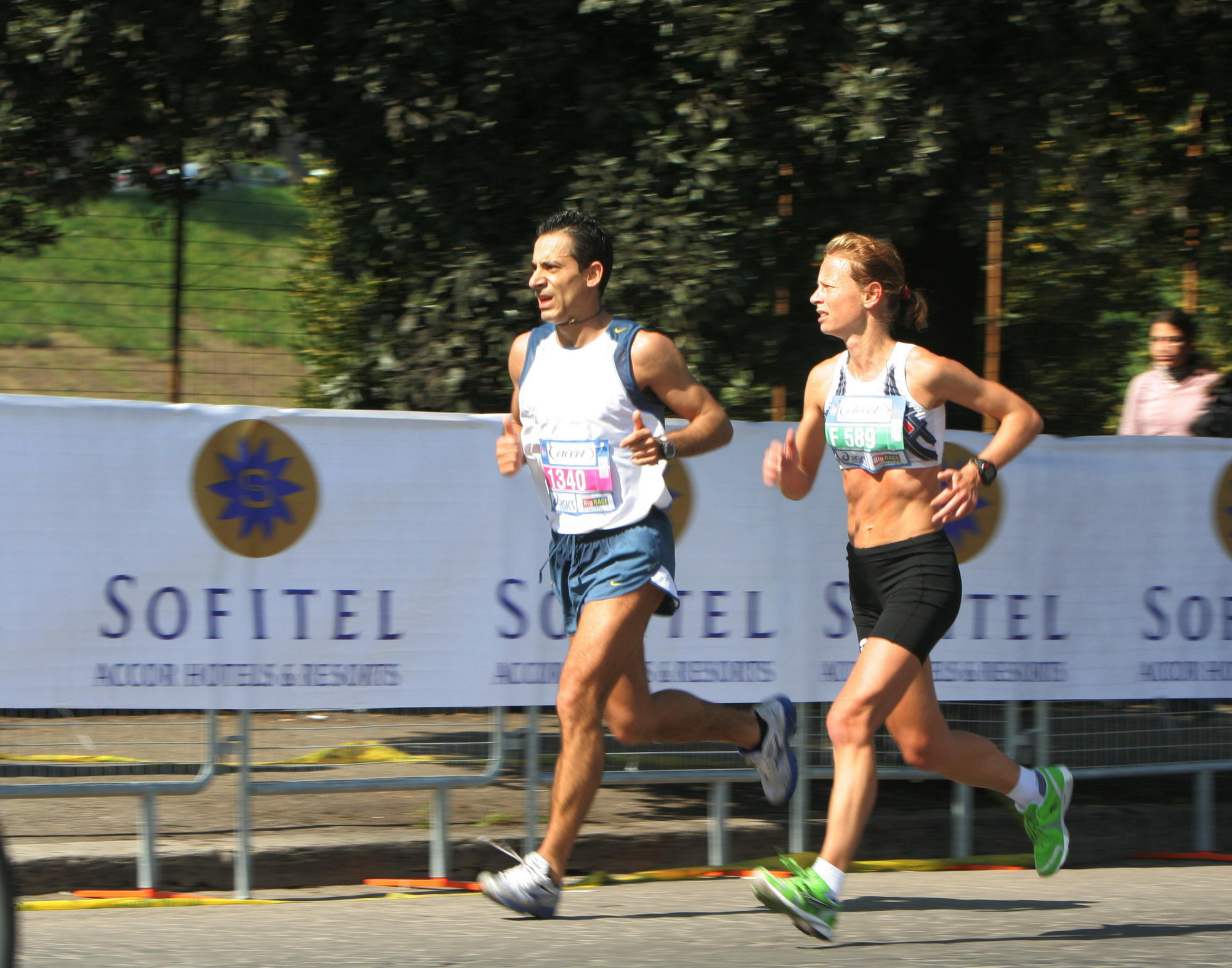
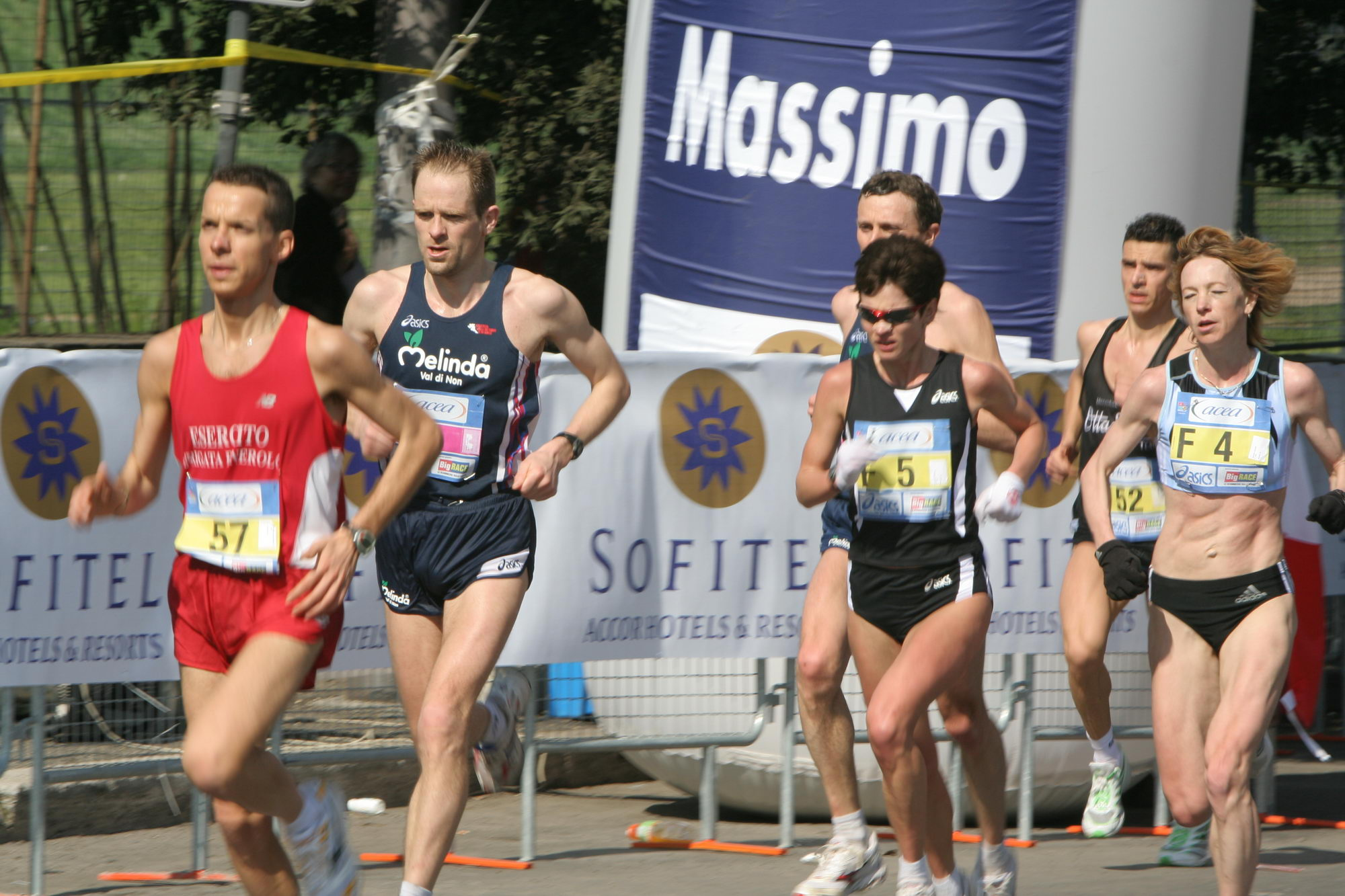
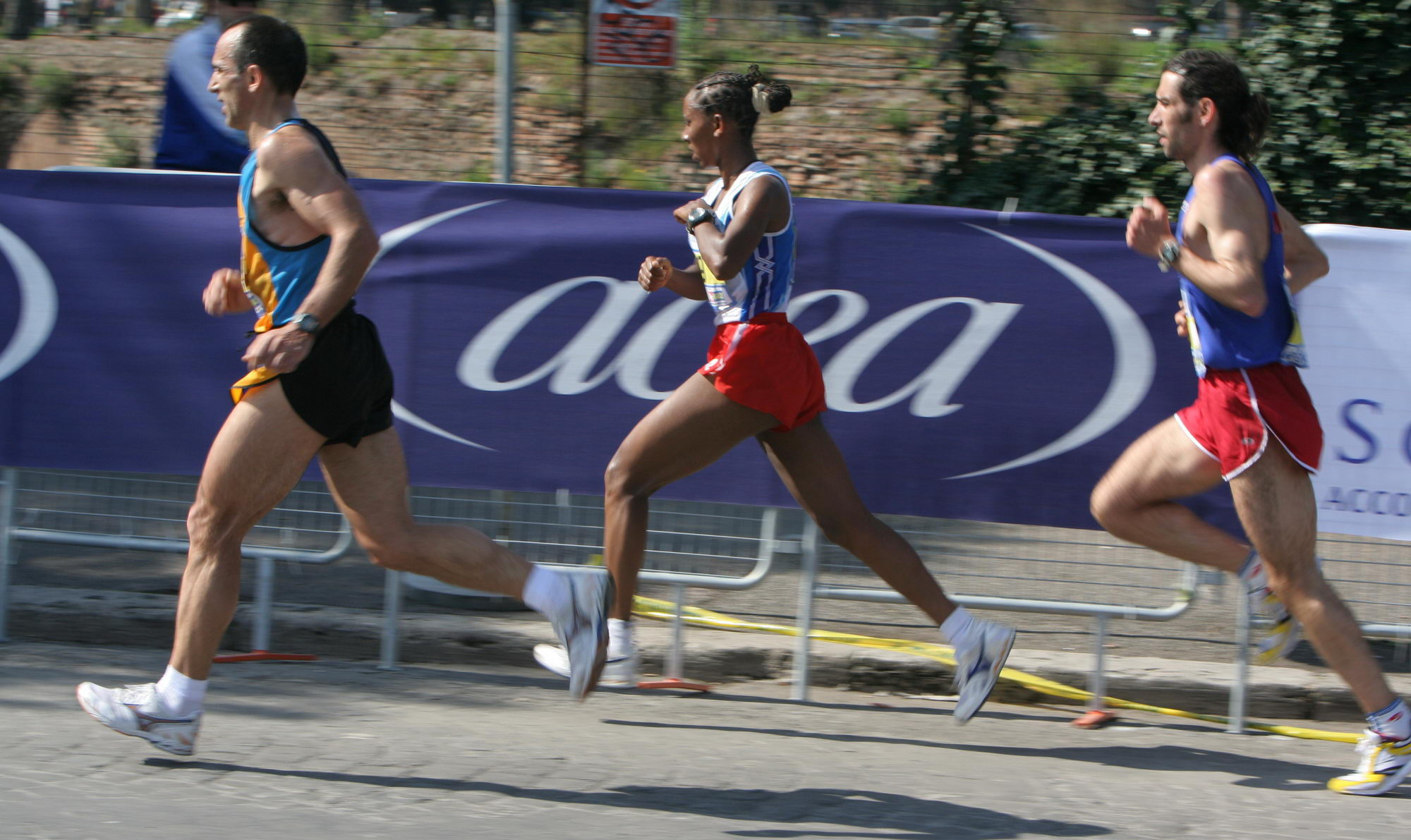

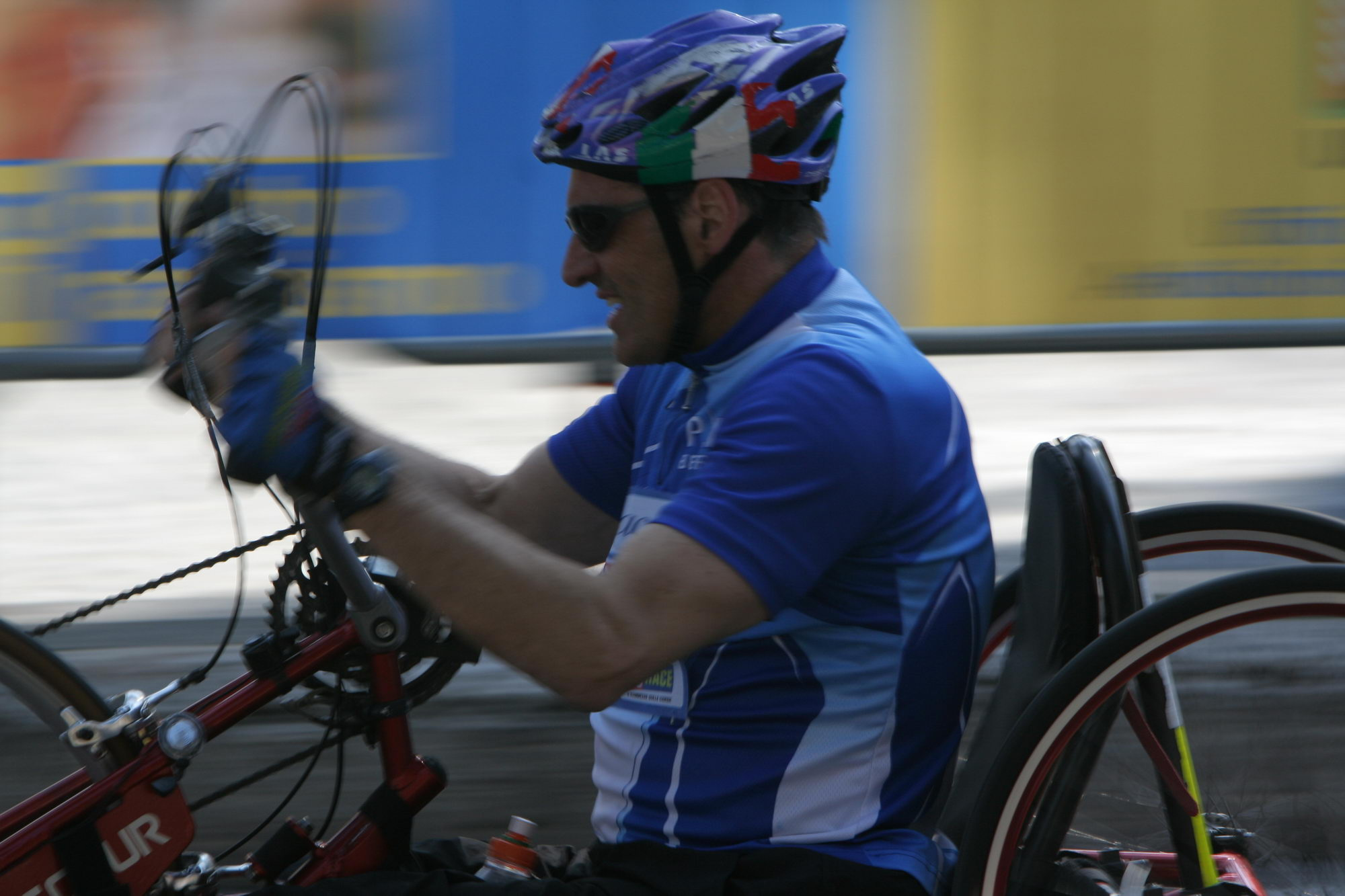
Handbike

Parallelamente alla gara principale dalla X edizione si svolge la gara dei disabili, stesso percorso di 42 km su handbike e carrozzine, grazie al supporto del Comitato Italiano Paralimpico.
Gli atleti hanno usato le più moderne Handbike, in cui il movimento è azionato ruotando le braccia davanti a sé, piuttosto che le più antiquate carrozzine in cui si deve comunicare il moto direttamente alle ruote.
Hanno partecipato 80 atleti disabili provenienti da 8 nazioni. Particolarmente problematico il percorso a causa dei lunghi tratti su sanpietrini, le tipiche pietre da pavimentazione delle strade romane, piccole e leggermente sconnesse, specie nell'area pedonale vicino Fontana di Trevi.
Tra gli uomini ha vinto Patrick Gastaud ( Francia) in 1h 29'23" e tra le donne Daniela Rota ( Italia) in 2h 08' 52".
Nella categoria tetraplegici uomini Alvise De Vidi, campione paraolimpico ad Atene 2004, ha ottenuto un tempo di 3h 24' 31".

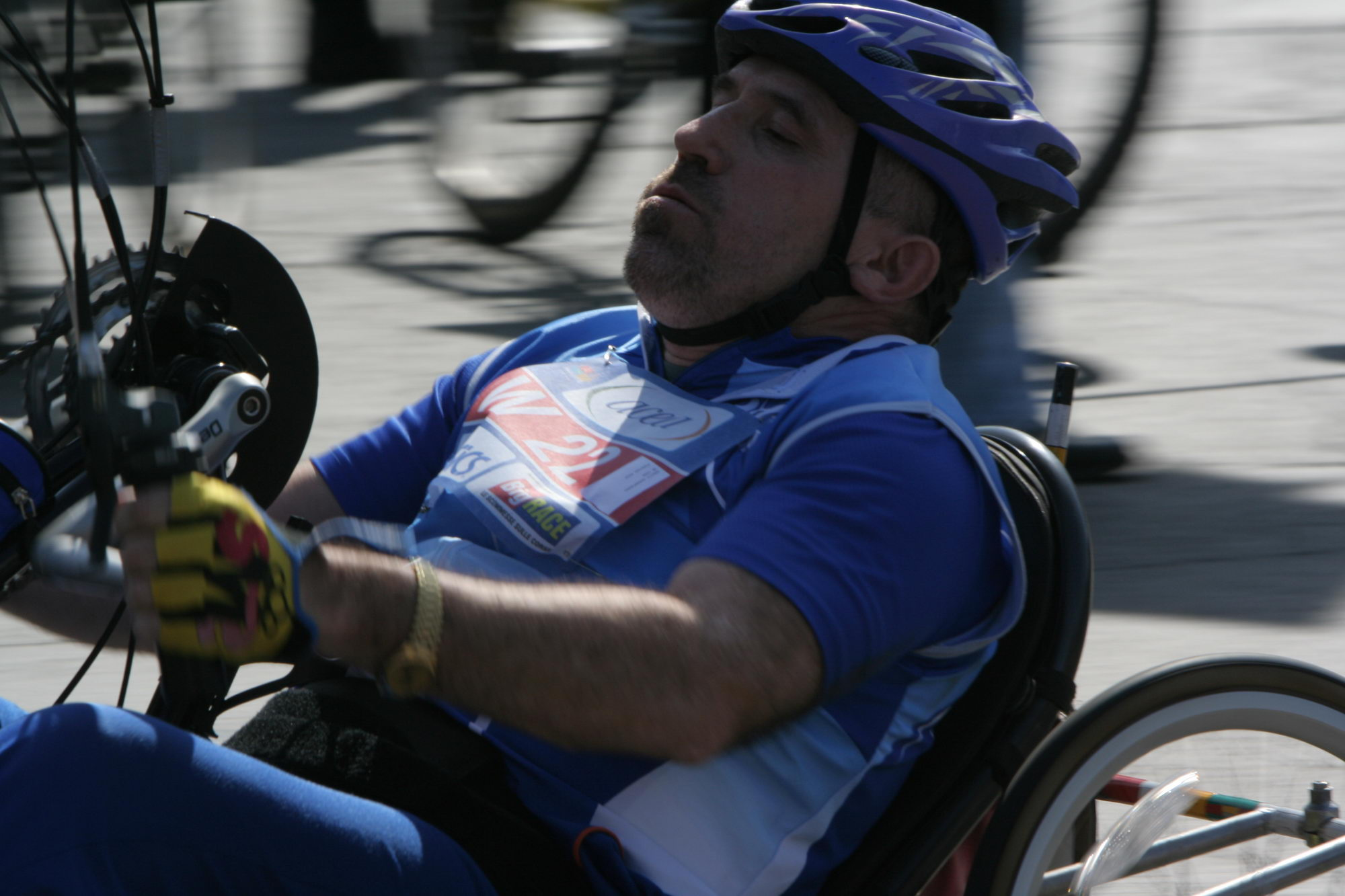
Lo Sforzo
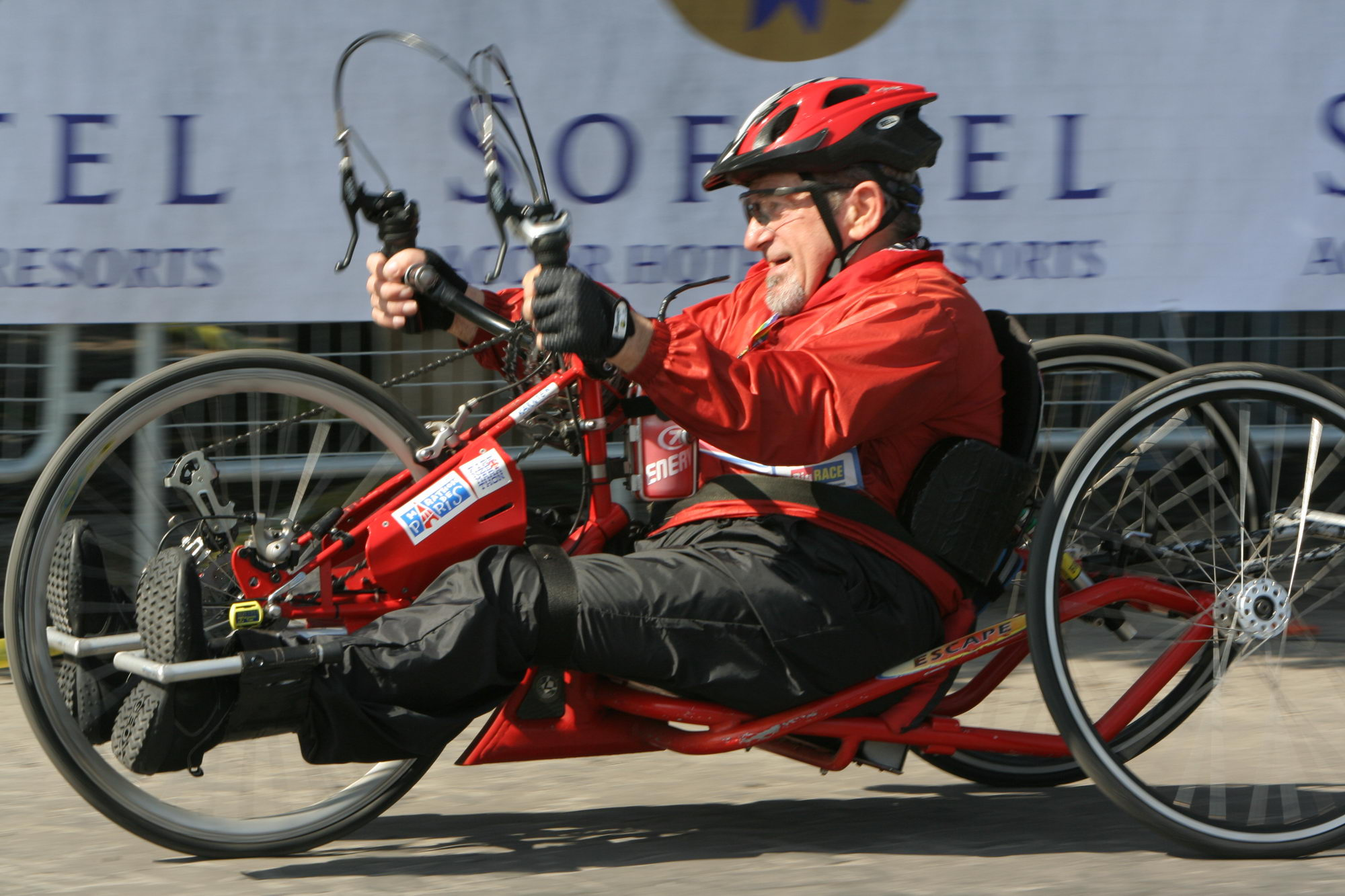
Anziani
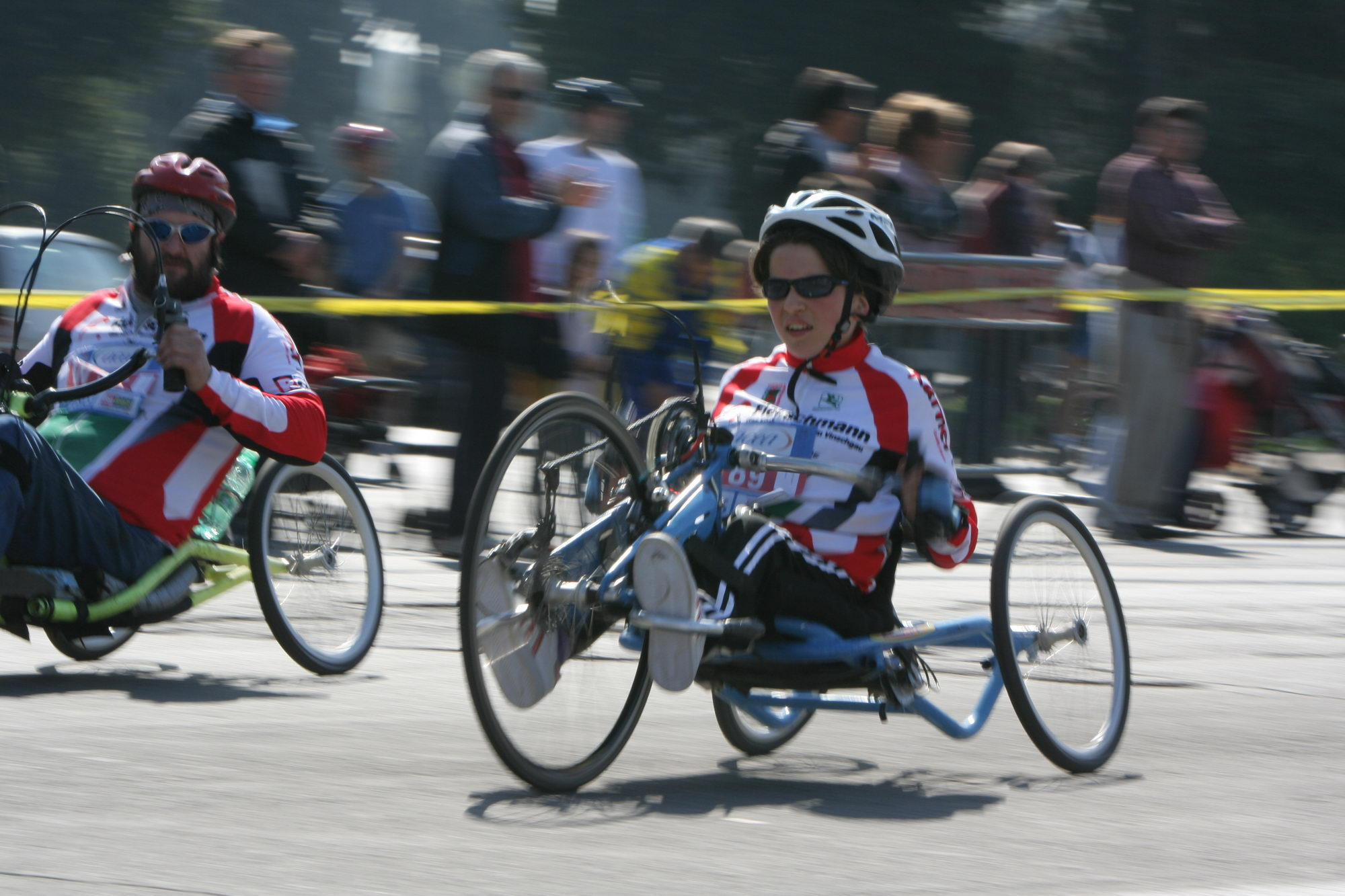
Donne

## Stracittadina
La stracittadina Fun Run è una versione ridotta della maratona, aperta a tutti e non agonistica. Nel 2006 è stata ridotta a 4 km 700 m per permettere una più ampia partecipazione.
Il percorso va da via dei Fori Imperiali a via delle Terme di Traiano.
Dei 40.000 iscritti, 10.034 sono arrivati, rompendo il muro dei 10.000 per la prima volta in Italia. I vincitori sono stati per gli uomini Pietro Leone, 22 anni di Catania. (11' 30") e per le donne Catia Libertone, 20 anni di Campobasso (13' 24'’).